# باشگاه فوتبال هارینگی بورو
باشگاه فوتبال هارینگی بورو (به انگلیسی: Haringey Borough Football Club) یک باشگاه فوتبال در شهر لندن، کشور انگلستان است که در سال ۱۹۷۳ میلادی تأسیس شده‌است.